# Augusta (Motorradhersteller)
Augusta war ein italienischer Hersteller von Motorrädern, der von 1924 bis 1931 unter dem Namen „Ditta Blatto & Niri“ und später als „FIAB“ (Fabbrica Italiana Augusta Bologna) aktiv war. Gegründet von Angelo Blatto in Turin, zog das Unternehmen 1926 nach Bologna um. Augusta ist nicht zu verwechseln mit MV Agusta.

## Geschichte
1924 stellte Blatto & Niri in Turin das erste Motorrad mit 350-cm³-OHV-Einzylinder vor. Nach dem Umzug 1926 produzierte das nun als „Augusta-FIAB“ firmierende Unternehmen leichtere Motorräder, mit 125 cm³ und 175 cm³, auch ein 250-cm³-Modell, das auf dem Mailänder Salon vorgestellt wurde.
1929 folgte ein 175‑cm³-Modell mit Seitenventilmotor. Die Produktion endete 1931 mit zwei Modellen:
- 175 cm³ OHV, 2-Gang
- 350 cm³ OHV, 3-Gang.

Nach der Schließung wechselte Blatto 1932 zur OMB (Officine Meccaniche Broglia) in Turin, die bis 1935 Motorräder herstellte.

## Technik
Augusta-Motorräder zeichneten sich durch fortschrittliche Technik aus, darunter obenliegende Nockenwelle mit Königswelle. Besonders das Modell Augusta Sport 1926 war für seine Zeit modern ausgestattet:

### Augusta Sport 1926 – Technische Daten
- Motor: Einzylinder-Viertaktmotor, stehend, mit obenliegender Nockenwelle
- Bohrung/Hub: 52 mm × 58,3 mm
- Hubraum: 123,7 cm³
- Zündung: Bosch-Magnetzünder
- Vergaser: Gurtner BB 2 C
- Schmierung: Mechanische Ölpumpe „Vittoria“ (frühere Version: Best & Lloyd)
- Primärantrieb: Zahnräder
- Getriebe: 2-Gang
- Sekundärantrieb: Kette
- Rahmen: Doppelrohrrahmen mit Hinterradschwinge
- Bereifung: 26 × 2″
- Höchstgeschwindigkeit: ca. 65–70 km/h

Ein erhaltenes Exemplar dieses Modells ist im Museo del Patrimonio Industriale in Bologna ausgestellt.

## Bedeutung
Augusta war eine der wenigen italienischen Marken, die in der Krisenzeit der 1920er-Jahre auf hochwertige OHV-Technik setzten. Trotz der kurzen Produktionsdauer zählt sie heute zu den frühen innovativen Herstellern der italienischen Motorradindustrie.